# Journée mondiale pour la fin de la pêche

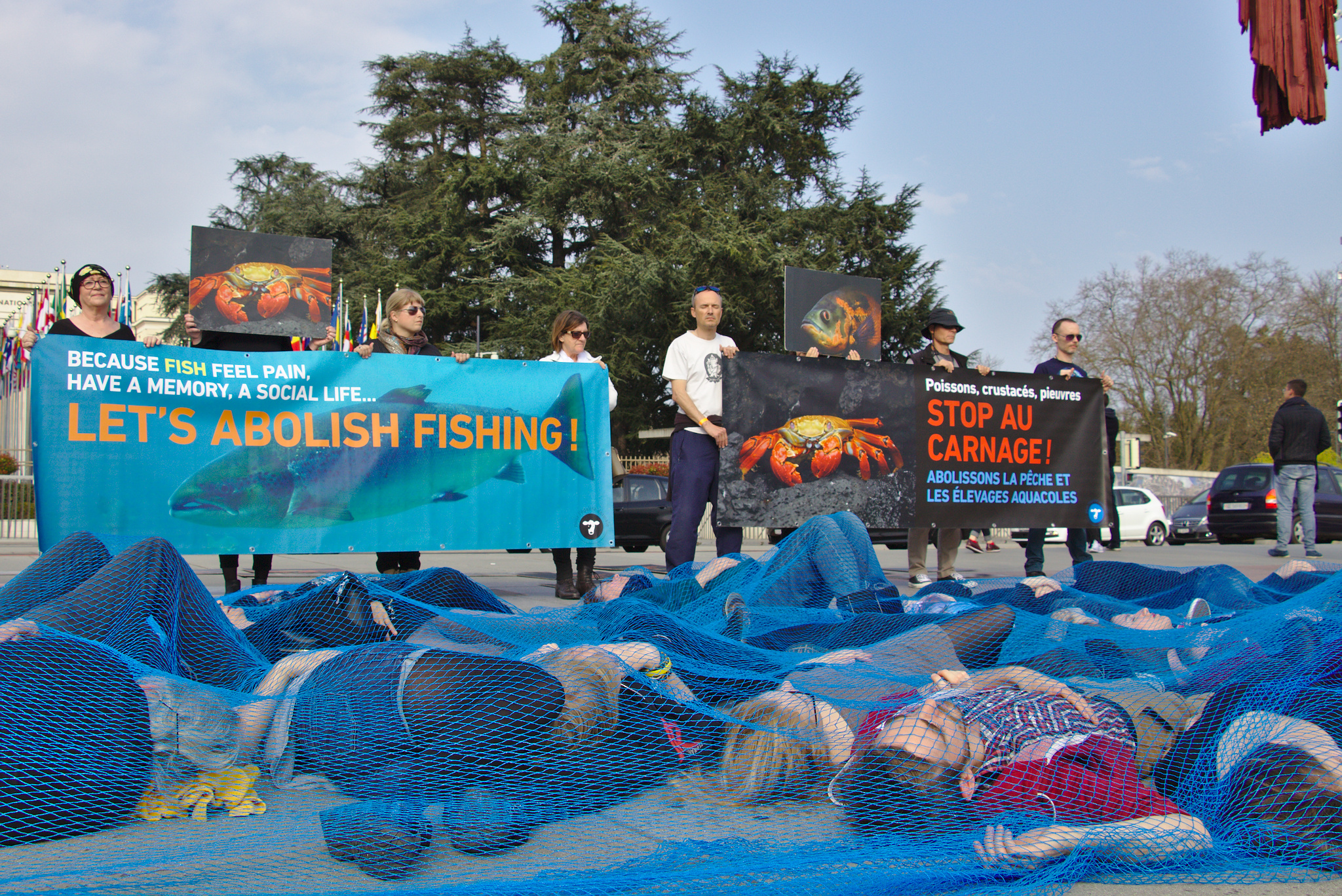
Manifestation à l'occasion de la Journée mondiale pour la fin de la pêche à Genève, Suisse, en 2017.

La journée mondiale pour la fin de la pêche (JMFP) est une journée internationale revendiquant la fin de la pêche sous toutes ses formes qui s'est tenue pour la première fois le 25 mars 2017 dans plusieurs villes à travers le monde. Les éditions subséquentes se tiendront le dernier samedi de mars chaque année.
L'initiative a été créée par l'association suisse Pour l'égalité animale (PEA), notamment sous l'initiative d'Yves Bonnardel.

## Événements
En 2017, pour la première édition de la Journée mondiale pour la fin de la pêche, des événements ont eu lieu à Lorient, en France, ainsi qu'ailleurs à travers le monde : à Genève, Lausanne (Suisse), Bruxelles, Namur, Charleroi (Belgique), Paris, Valence, Lyon, Lille, Montpellier, Saint Malo, Rennes (France), Montréal et Toronto (Canada), Stuttgart, Vogelsberg, Siegen, Hannover, Göttingen, Hamburg, Berlin (Allemagne), Lisbonne (Portugal), Tel Aviv, Haifa (Israël), Melbourne (Australie), San Diego et Monterey Bay (États-Unis).
Une tribune a été publiée dans le journal français Libération pour annoncer les revendications de la JMFP.
En 2018, l'événement a été souligné à Montréal, Toronto, Vancouver, Ottawa, Windsor et Winnipeg, au Canada, mais aussi en Australie, en Belgique, en Suisse, au Pérou, en Suède, aux États-Unis, en Allemagne, au Japon, au Brésil, en France, en Italie, au Danemark, au Mexique, au Royaume-Uni et au Panama.
En 2018, une lettre ouverte signée par des dizaines de philosophes et de scientifiques, dont Stevan Harnad, Peter Singer et Will Kymlicka, a été publiée dans le Nouveau Magazine Littéraire pour souligner la tenue de la Journée mondiale pour la fin de la pêche[source insuffisante].
En 2019, 18 pays ont organisé 120 actions, dont des marches et des rassemblements. En France, des militants de 269 Life France se sont fait percer la joue par des hameçons dans le cadre de l'événement à Strasbourg pour dénoncer les traitements infligés aux poissons,,.
En 2020, la crise sanitaire du Covid-19 a bouleversé l'organisation d'une centaine d'événements dans le monde. Cependant, une mobilisation virtuelle a rassemblé 200 personnes qui ont créé et partagé des pancartes et messages demandant des droits fondamentaux pour les animaux aquatiques.
En 2021, le thème principal de cette Journée était l'élevage aquacole. Malgré un contexte difficile lié à la pandémie globale du COVID, 160 organisations de 30 pays ont organisé des actions dans les rues et en ligne. C'est en France que la mobilisation a été la plus forte, notamment en raison de la participation des groupes locaux de l’association L214. Cet engagement répond à la construction en 2021 d’un nouvel élevage de saumons à Boulogne, qui multipliera par 10 le nombre de saumons élevés en France.

## Revendications
Les organisateurs de la Journée mondiale pour la fin de la pêche revendiquent des droits fondamentaux pour les animaux aquatiques (droits à ne pas être privés de liberté, à ne pas être torturés, à ne pas être tués), la fin de la pêche sous toutes ses formes, ainsi que la fin de l'élevage des animaux aquatiques, leur usage comme animaux de compagnie et dans les expériences scientifiques, dans une démarche antispéciste.